# Méliponiculture
 (septembre 2017).

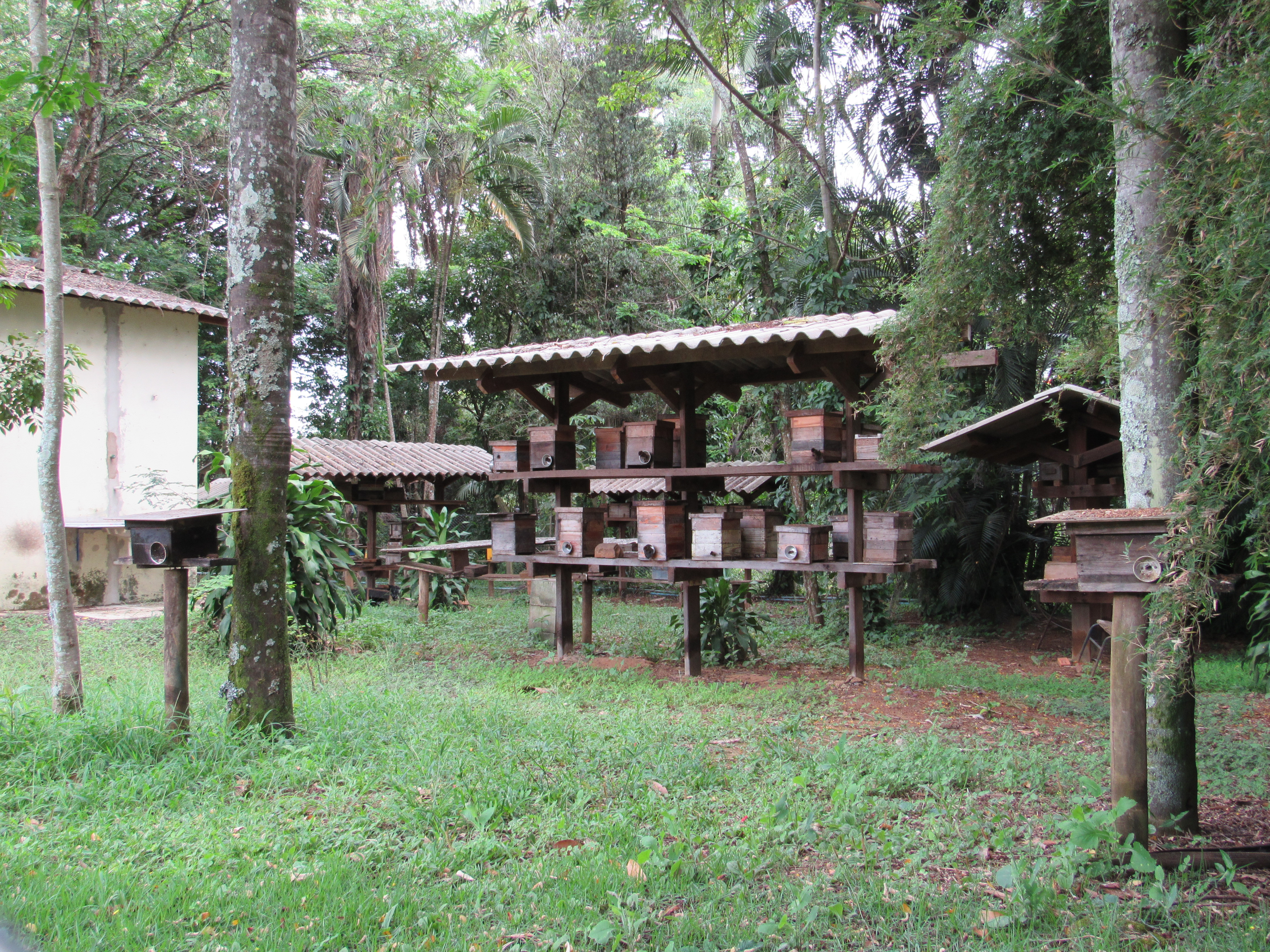
Méliponiculture au jardin zoobotanique de Franca, Brésil

La méliponiculture est une branche de l'apiculture spécialisée dans l'élevage des abeilles sans dard méliponides (tribu Meliponini), particulièrement du genre des mélipones (Melipona) et les trigones (Trigona) afin de récolter son miel, le miel de mélipone, mais aussi du pollen ou de la cire de mélipone. D'autres genres, tels que les Tetragonisca, les Austroplebeia, les Cephalotrigona, les Trigonisca et les Lestremelitta, produisent aussi du miel.
Les produits de la ruche issus de la méliponiculture sont soit utilisés en apithérapie pour leurs propriétés médicinales soit pour la consommation alimentaire ou d'autres usages.  
Le mot est formé de la même façon que le mot désignant l'élevage des abeilles du genre Apis, l'apiculture.
Les lieux d'élevage d'abeilles/ ruchers de mélipones sont appelés méliponaires et les apiculteurs spécialisés dans la méliponiculture sont dits méliponiculteurs.

## Histoire
En Amérique centrale, les Mayas pratiquaient la méliponiculture et connaissaient parfaitement cette espèce.

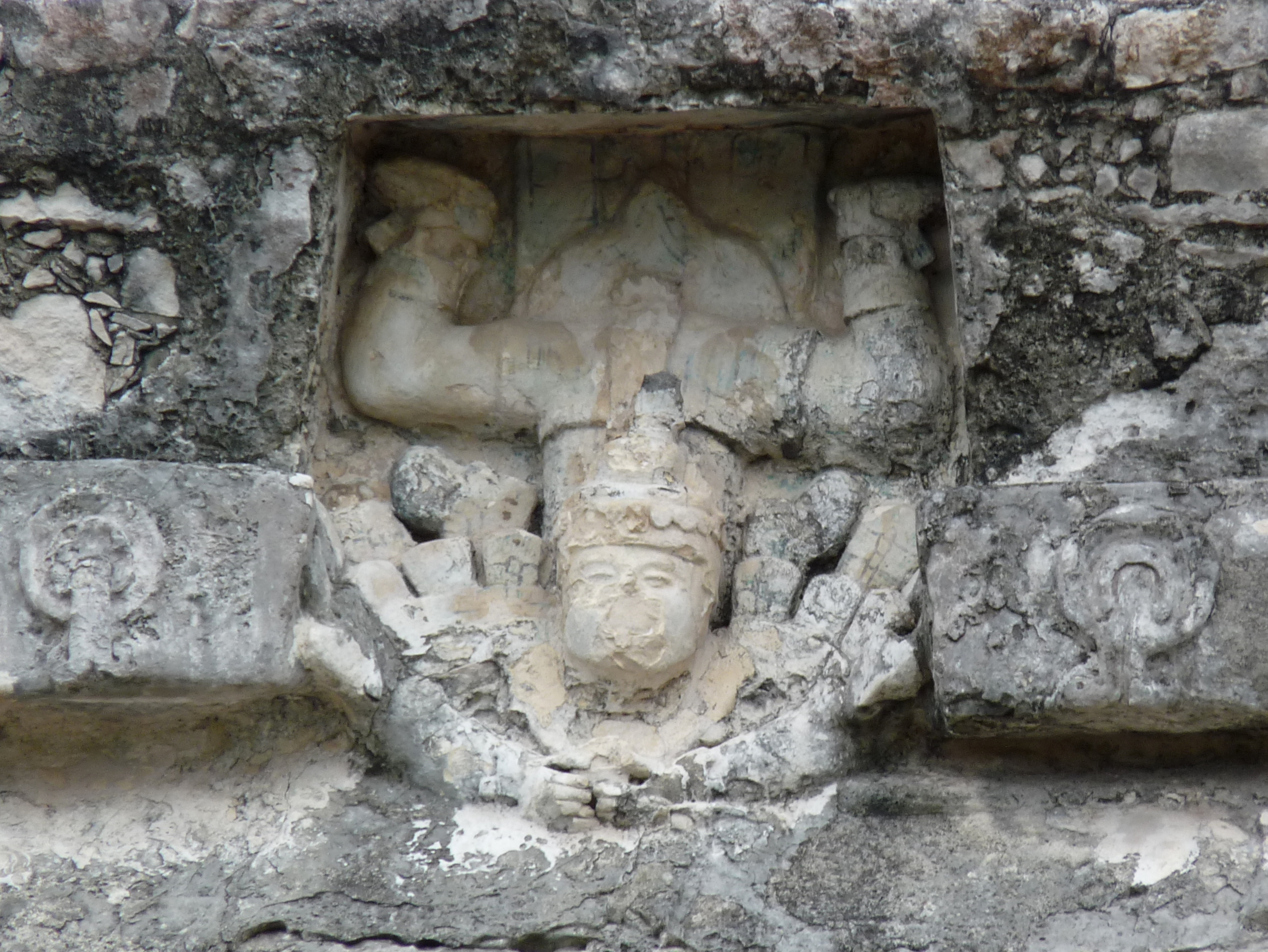
Bas-relief en stuc du temple du dieu descendant de Tulum, Mexique

Les Mayas nommaient Melipona beecheii « Xunán kab », qui signifie littéralement la « vraie dame ».
Les méliponaires (lieux des mélipones) avaient des centaines de « jobones » (nids d'abeilles dans des morceaux d'arbres creux) qui fournissaient du miel et que les Mayas utilisaient comme édulcorant et comme médicament pour ses propriétés, en tant qu'antibiotique modéré et en tant agent anti-inflammatoire.

### Après la conquête de l'Amérique
Après l'arrivée des Conquistadors au XVe siècle, les colons espagnols et portugais importent l'abeille européenne Apis mellifera, plus productive, afin de fournir suffisamment de cire pour fabriquer les cierges en cire d'abeille pure pour les églises.
Pendant plusieurs siècles néanmoins, la méliponiculture, notamment l'élevage de colonies de l'espèce Melipona beecheii ont fourni du miel et de la cire pour l'exportation vers l'Europe.

## Répartition géographique
La méliponiculture est surtout pratiquée en Amérique centrale, dans l'Est du Brésil, en Tanzanie et en Australie.
La pratique est très développée dans les pays tropicaux, particulièrement en Amérique centrale et au Brésil où les aborigènes élèvent historiquement les abeilles (Mayas et Nahuas). La municipalité de Cuetzalan (en), au Mexique, est un sanctuaire de la pisilnekmej (« petite abeille », nom local de la Scaptrotigona mexicana) depuis 2011 et sa coopérative produit 3 000 litres par an en 2017.

### Antilles françaises (Guadeloupe)
Aux Antilles françaises en Guadeloupe, l'abeille mélipone, de l'espèce melipona variegatipes, était déjà présente sur l'île avant l'arrivée des colons européens. Celle-ci est soit endémique soit introduite par les autochtones amérindiens.

### Australie

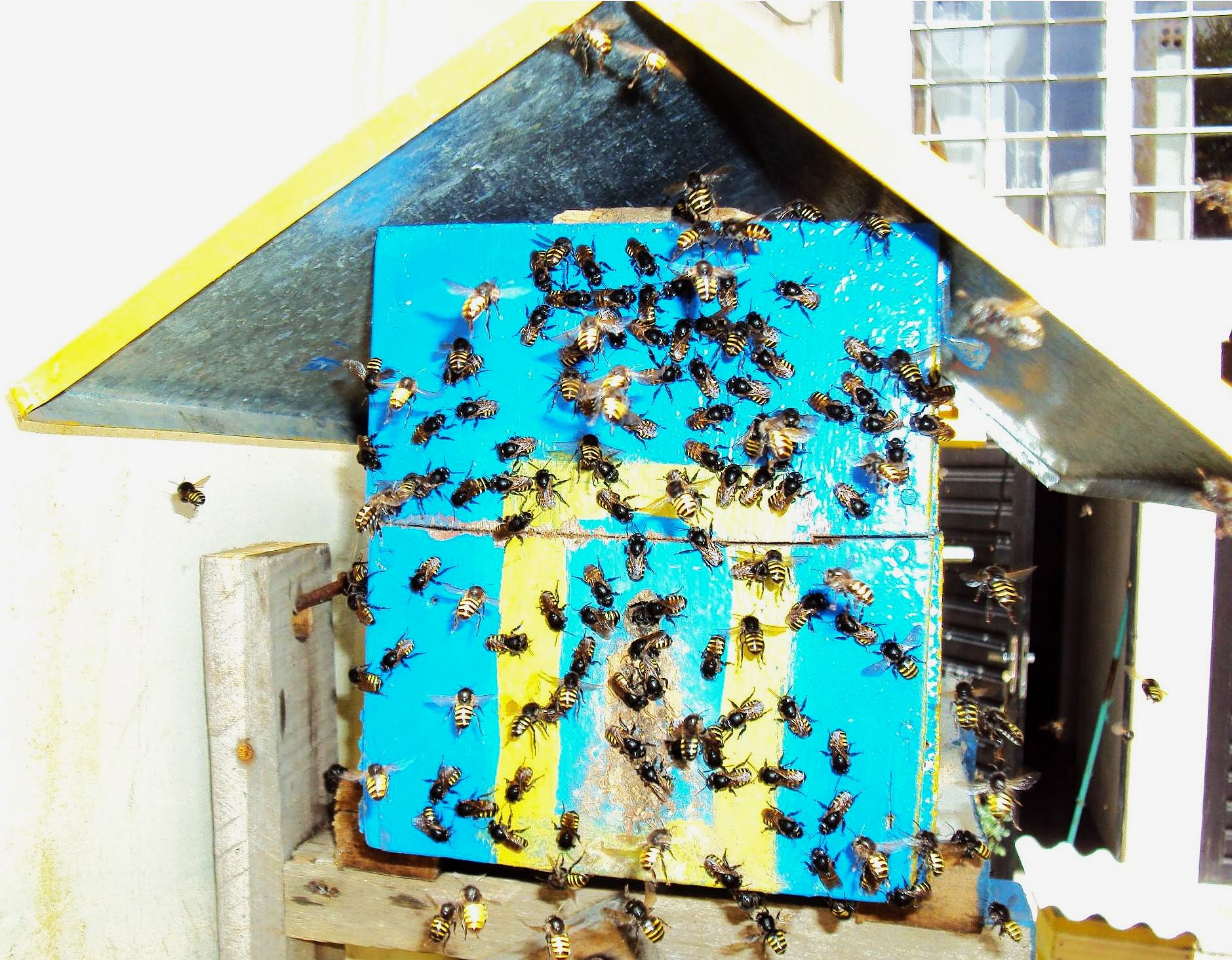
Méliponaire (ruche d'abeille mélipone)

### Afrique subsaharienne
La méliponiculture est aussi pratiquée en Afrique subsaharienne.
Historiquement, la méliponiculture n'existait pas en Afrique subsaharienne où les populations ne connaissaient pas ses techniques d'élevage et de domestication, mais elle s'est exportée récemment dans certains pays subsahariens[Quand ?] des milieux tropicaux sur le modèle américain et australien[réf. souhaitée], en exploitant cependant des espèces locales subsahariennes de mélipones.
En Afrique du Sud-Est à Sagalla au Kenya, près du parc national de Tsavo , le projet Elephants & Bees (Abeilles et Éléphants) qui a pour but de sauver la coexistence entre les éléphants et les humains, met en avant les abeilles mélipones dans un programme de sauvegarde de l'écosystème.

## Description

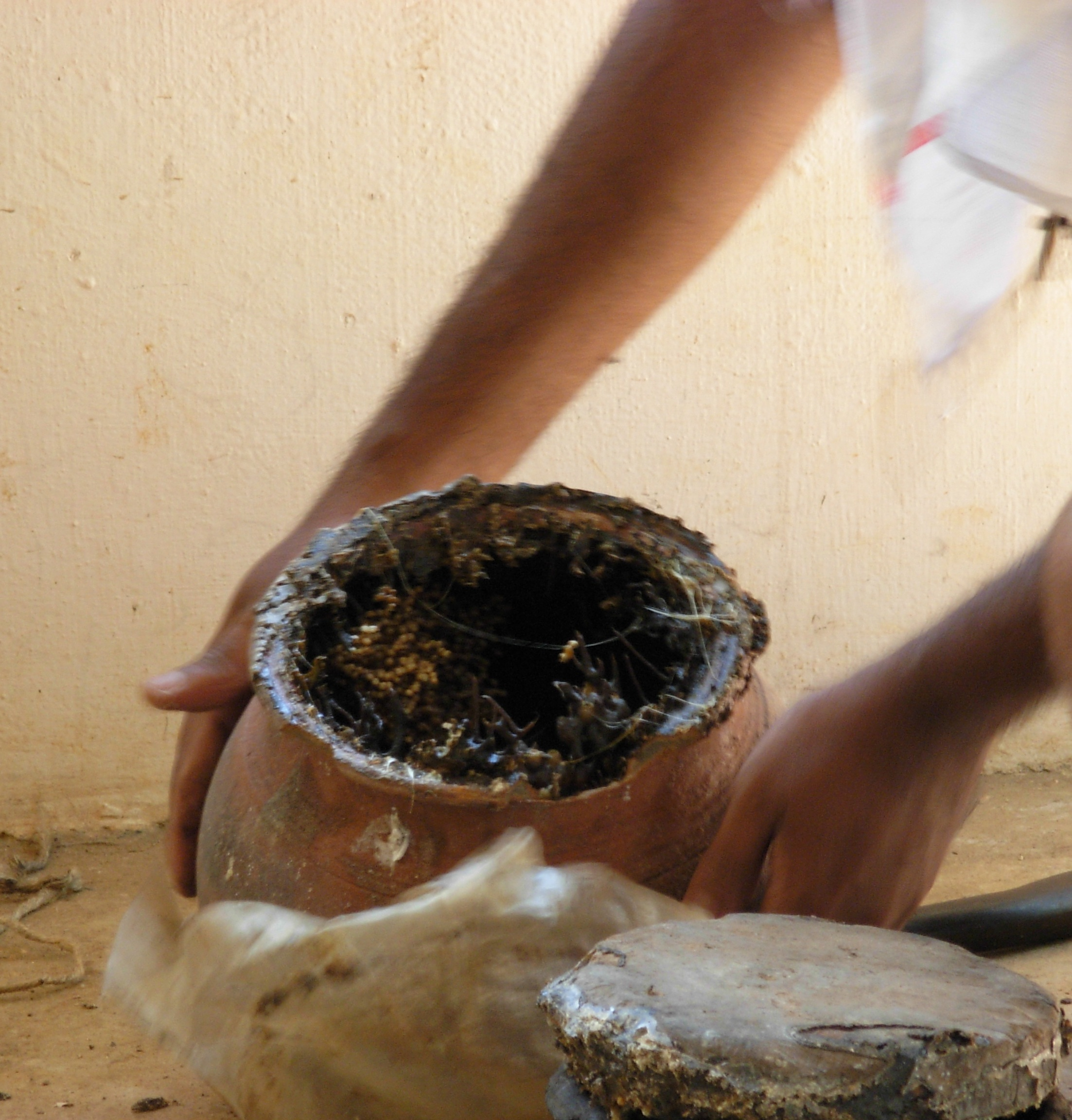
Pot utilisé en Inde pour la méliponiculture.

Contrairement à l'apiculture, la méliponiculture n'exploite pas seulement une ou deux espèces d'abeilles. La méliponiculture utilise la production de plusieurs centaines d'espèces différentes. La méliponiculture adapte ses pratiques aux espèces d'abeilles présentes dans la région tout en conservant des méthodes communes à toutes les régions où elle est pratiquée. Contrairement aux abeilles africanisées ou étrangères (Apis mellifera), les abeilles sans dard peuvent être placées près des maisons, car la plupart d'entre elles ne sont pas dangereuses.
Les méliponaires regroupent en moyenne 7,5 colonies, et 15 à 26 colonies dans un quart des cas.
L'extraction du miel diffère de celle de l'apiculture qui utilise des peignes. En méliponiculture les abeilles stockent le miel dans des pots qui doivent être brisés ou écrasés pour en extraire le miel.
La méliponiculture est également intéressante car elle fournit de nombreux pollinisateurs naturels.
Le miel d'abeilles sans dard est essentiellement ou presque essentiellement produit à partir du pollen des fleurs contrairement au miel de l'abeille à dard apis mellifera, parfois ou souvent approvisionné en sucre soit par l'ajout de sucre ou de panela à leur alimentation par les apiculteurs soit au contact des moulins à canne.

### Utilité
La méliponiculture représente une source de revenus pour les communautés d'Amazonie, mais, combinée à l'agriculture permet aussi une meilleure pollinisation des champs. Elle contribue aussi à la préservation de l'écosystème amazonien.

## Évènement
Hélène Roos, l’ambassadrice française de Bolivie et la directrice de l’Agence française de développement en Bolivie ont assisté à un atelier mélipone dans le cadre d'actions d’appui au développement économique de du projet Cœur de Forêt en Bolivie avec trois experts nationaux de la méliponiculture afin de partager leurs connaissances sur l’importance de la méliponiculture pour l’environnement, mais aussi sur la manière de valoriser le miel de mélipone.